# رافائل کاسرس
رافائل کاسرس (انگلیسی: Raphaël Cacérès؛ زادهٔ ۱ سپتامبر ۱۹۸۷) بازیکن فوتبال اهل فرانسه است.
از باشگاه‌هایی که در آن بازی کرده‌است می‌توان به باشگاه فوتبال دیژون، باشگاه فوتبال تروا، باشگاه فوتبال زولته وارخم، و باشگاه فوتبال سوشو اشاره کرد.